# Louis Spohr
Louis Spohr (Brunswick; 5 de abril de 1784 - 31 de octubre de 1859) fue un compositor, violinista y director de orquesta alemán. Aunque alemán y bautizado Ludwig, Spohr siempre firmó sus obras con la forma francesa de su nombre, Louis, por lo que es generalmente conocido como Louis Spohr.  La obra de Spohr se encuentra a medio camino entre la claridad y el formalismo del clasicismo, profundamente inspirada por Mozart, y la experimentación asociada al romanticismo del segundo cuarto del siglo XIX. 
Spohr fue uno de los compositores más famosos de su tiempo. Sus contemporáneos lo consideraban un igual a Haydn, Mozart, y Beethoven, fama que también sostuvo durante las décadas inmediatamente posteriores a su muerte. Sin embargo, la popularidad de su música decayó rápidamente hacia finales del siglo XIX, sobre todo debido a las acusaciones de manierismo y continuas repeticiones estilísticas, de tal forma que su fama póstuma es aún hoy en día mucho más modesta, similar a la de Cherubini o Hummel (ambos, extremadamente famosos en su tiempo, pero, hoy día, menos valorados). Para principios del siglo XX, su obra había dejado de ser representada. 
La publicación del catálogo temático Göthel a partir de los años 1980 marcó un renacer en el interés musical de la obra y de la importancia histórica de Spohr. Esto propició la grabación y representación de sus óperas y obras sinfónicas, lo cual ha permitido una valoración más informada de su obra y de su influencia en sus contemporáneos. En sus mejores momentos, la obra de Spohr es de calidad igual a la de los grandes compositores de su época.

## Biografía
Nació en una familia muy activa en la región de las montañas Harz, particularmente como médicos y pastores, por al menos cinco generaciones. Sus dos abuelos fueron pastores luteranos, pero su padre, Carl Heinrich Spohr, volvió a la profesión de médico. Cuando Spohr nació, su padre estaba ejerciendo la medicina en Brunswick, pero en 1787 la familia se mudó a Seesen, donde fue nombrado médico del distrito.
La madre de Spohr era una consumada cantante y pianista, mientras que su padre tocaba la flauta y el hijo pronto mostró interés y habilidades musicales. Su padre le compró su primer violín en 1789, y estudió  el instrumento en la zona, primero con J. A. Reimenschneider y, desde 1791, con el francés Dufour con el que mejoró rápidamente en la práctica del violín, e incluso intentó componer. Cuando Dufour dejó Seesen en 1796, persuadió a los padres de Spohr, quienes desaprobaban totalmente la carrera musical, para mandar a su hijo a la escuela en Brunswick, donde tendría una mejor oportunidad de desarrollar su talento musical. El siguiente año, Spohr se convirtió en alumno en el “Collegium Carolinum” y estudió violín privadamente, primero con Gottfried Kunisch, miembro de la orquesta del duque, y más tarde con el concertino Charles Louis Maucourt; también recibió su única instrucción formal en teoría musical, durando poco más de un año, del organista Carl August Hartung. Continuó sus estudios en composición leyendo libros de teoría y tomando prestadas partituras del Brunswick Hoftheatre, mientras tocaba en conciertos con la orquesta del teatro.
El fracaso de una mal planeada gira de concierto a Hamburgo en 1799, causó que Spohr, por su propia iniciativa, se acercara al duque Carlos Guillermo Fernando de Brunswick (Carl Wilhelm Ferdinand de Brunswick) para que le patrocinase. Después de que Spohr mostrase evidencias de su potencial en un concierto en la corte, el duque le nombró su Kammermusicus y prometió continuar sus estudios en una fecha posterior. Durante tres años, participó en variedad de actividades musicales, las óperas de Cherubini y Mozart y los cuartetos de Haydn, Mozart y Beethoven, creando una gran impresión en él. En abril de 1802, el duque cumplió su promesa al contratar a Franz Eck, uno de los últimos representantes directos de la Escuela de Mannheim, y tomar a Spohr como alumno para una gira de conciertos en San Petersburgo. Después de esto, Spohr volvió a Brunswick en el verano de 1803 con una técnica suficiente  para tocar cualquier concierto del repertorio. Su experiencia musical mejoró después de un año cuando escuchó a Pierre Rode en Brunswick; profundamente impresionado, se dedicó a adquirir las mejores características de su estilo. Durante dos años más, fue miembro  de la Brunswick Hofkapelle con un incremento salarial. En otoño de 1804 se embarcó en una exitosa gira de conciertos para la cual, bajo la influencia de Rode, compuso dos nuevos conciertos. Como resultado de los comentarios de Friedrich Rochlitz en el ampliamente difundido Leipziger allgemeine musikalische Zeitung, Spohr fue invitado a hacer una prueba para el puesto de concertino en Gotha, consiguiendo el puesto el 5 de agosto de 1805.
Spohr permaneció en Gotha hasta 1812, desarrollando sus habilidades como director y ampliando su experiencia como compositor. Su matrimonio con la brillante arpista Dorothea Scheidler en 1806, le llevó a producir una serie de trabajos para violín y arpa, los cuales tocaron en su periodo de giras (octubre de 1806 - abril de 1807, octubre de 1809 – marzo de 1810, octubre de 1812 – abril de 1813). Tuvieron dos hijas durante esos años. Spohr continuó escribiendo trabajos para su propio instrumento, incluyendo varios conciertos  para violín y popurrís, el primero de sus cuartetos brillantes, su primeros “verdaderos” cuartetos de cuerda y algunos duetos de cuerda. Además, escribió sus primeras tres óperas (la última de las cuales, Der Zweikampf mit de Geliebten,  tuvo una producción con moderado éxito en Hamburgo en 1811), su primer libro de lieder en 1809, su primera sinfonía en 1811 y su primer oratorio Das jüngste Gericht en 1812. La sinfonía y el oratorio surgieron de sugerencias de Georg Friedrich Bischoff. Spohr también comenzó a adquirir su reputación como un buen profesor de violín, lo cual le llevaría durante años a enseñar a muchos de los mejores violinistas de las generaciones más jóvenes.
Durante su gira de 1812-1813, aceptó el puesto de maestro de capilla de la orquesta del Teatro de Viena. Sus dos años en la ciudad asociada con Haydn, Mozart y Beethoven, donde formó una relación de amistad con el último nombrado, le estimularon en gran medida como compositor; esta estimulacón, junto con un encargo de Johann Tost, le llevaron a componer una sucesión de buenos trabajos de música de cámara (cuatro cuartetos de cuerda, dos quintetos de cuerda, el Octeto y el Noneto). Completó su ópera Faust en cuatro meses de intensa actividad en 1813, pero no fue interpretada hasta 1816 (por Weber en Praga). La situación en el Teatro de Viena  pronto se volvió poco convencional, y después de una aclamada interpretación de su último concierto de violín en febrero de 1815, Spohr dejó Viena para comenzar un período de dos años  viajando y dando conciertos  en Suiza, Italia y Alemania.  El trabajo más importante de este período es el concierto para violín Gesangsszene, compuesto específicamente para atraer al gusto italiano, pero dos colecciones de imaginativos lieder (opp. 37 y 41), el Notturno para viento op. 34 y los magníficos duetos para violín op. 39 también fueron compuestos en estos años. Desde finales del año 1817 hasta 1819 fue residió en Fráncfort como director de ópera, donde hizo mucho en subir los estándares de interpretación. En Fráncfort revisó y produjo Faust y compuso una nueva ópera, Zemire und Azor, decidiendo abandonar un libreto basado en un cuento de J. A. Apel después de oír que Weber estaba tratando el mismo tema (Der Freischütz). También enriqueció la vida musical de Fráncfort presentando una serie de conciertos de cuarteto para los cuales compuso sus cuartetos de cuerda op. 45. Al mismo tiempo su familia se incrementó con el nacimiento de una tercera hija; hizo muchos amigos para toda la vida, incluyendo el cantante y después director del Frankfurt Singverein, J. N. Schelble, y el compositor Wilhelm Speyer, con quien se escribiría hasta su muerte.
Un lucrativo compromiso con la London Philharmonic Society, facilitado por Ferdinand Ries, le llevó a Inglaterra en febrero de 1820, cuando Spohr fue inspirado para componer su segunda sinfonía. A pesar de su cálida bienvenida, junto con otros de sus trabajos, fue como violinista y director de la forma que tuvo más impacto en Inglaterra en su tiempo. The London Magazine consideró que su forma de tocar el violín había sido “la principal novedad y atracción de la presente temporada”.
En el viaje a París, Spohr fue inspirado escuchando ensayos de música coral del siglo XVI en la casa de Anton Friedrich Justus Thibaut en Heidelberg, y durante su corta estancia en Gandersheim escribió una impresionante misa (op. 54) en diez partes y sin acompañamiento. En octubre de 1821 la familia se estableció en Dresde, donde Spohr renovó su relación con Weber, comenzó a trabajar en la que sería su más exitosa ópera, Jessonda, y compuso una nueva serie de cuartetos de cuerda (op. 58). Spohr consideró una segunda gira de conciertos por Italia, pero gracias a Weber le ofrecieron el puesto de maestro de capilla en Kassel, oferta que, después de considerar una similar de Gotha, aceptó. Permanecería en Kassel para el resto de su vida, a pesar de las periódicas tensiones por el conflicto entre su liberalismo y las reaccionarias actitudes de la corte electoral.
El principal deber de Spohr en Kassel era la dirección de la ópera, y le garantizaron voz en la elección del repertorio. Su contrato le permitía dos meses de ausencia al año y una generosa pensión. La calidad de la orquesta fue aumentando gracias a la afluencia de buenos violinistas que fueron a estudiar con Spohr, quien les decía que debían tocar con la orquesta como parte de su aprendizaje; durante la década de 1820, entre estos alumnos estuvieron Hubert Ries  y Ferdinand David. La muerte de su mujer Dorette en noviembre de 1834 interrumpió temporalmente su trabajo en su oratorio Des Heilands letzte Stunden, pero fue completado al año siguiente.
En 1836, Spohr se casó con la hermana de su amigo Carl Pfeiffer, Marianne, una pianista amateur que le estimuló a componer una serie de trabajos de cámara para piano, los cuales incluían tres dúos concertantes para violín y piano, los cinco tríos para piano, el Quinteto de Piano y el Septeto. Su única sonata para piano fue dedicada a Mendelssohn, quien siempre lo miró con profundo respeto y a quien él, a su vez, admiraba mucho. Entre los mejores de sus otros trabajos  de esta década está la quinta sinfonía, en C menor, y el conjunto de lieder op. 103 para soprano, clarinete y piano, ambos compuestos en 1837. Los lazos de Spohr con Inglaterra se renovaron en 1839, cuando fue a Norwich para dirigir Der Heilands letzte Stunden (inicialmente titulado The Crucifixion en inglés, pero llamado más tarde Calvary). Esta visita marcó el comienzo de un período de veneración comparable al que se condecía a Mendelssohn, aunque menos duradero.
Los últimos diez años de servicio de Spohr en Kassel no estuvieron exentos de irritaciones. Estuvo muy interesado en el movimiento hacia la liberalización política en 1848, lo cual le inspiró a hacer uno de sus mejores últimos trabajos, el Sexteto de Cuerda op. 140. Como protesta, dejó de tocar el violín en público en Kassel y no disimuló su disgusto con el curso de los acontecimientos políticos. Sólo su reputación internacional le salvó de la persecución hacia otros empleados del estado con ideas liberales. Sin embargo, en 1851 su petición formal para su permiso de ausencia fue rechazado sin explicación. La actividad compositiva de Spohr fue bajando en sus últimos años. En noviembre de 1857 recibió una notificación oficial informándole de que ya le estaba permitido retirarse. Un accidente en el que se rompió el brazo derecho puso final a su carrera con el violín, lo cual se convirtió cada vez más en causa de su desaliento. Murió después de una corta enfermedad en octubre de 1859.

## Obra
Spohr fue un compositor prolífico que compuso más de 150 obras, aunque la mayoría de ellas no se interpretan en la actualidad. Entre sus obras más apreciadas se encuentran sus conciertos para clarinete, que se han ganado merecidamente un puesto en el repertorio de los clarinetistas. Sus numerosos conciertos para violín también tienen éxito entre el público actual, si bien son menos conocidos que los de otros compositores. Spohr compuso también nueve sinfonías, que reflejan claramente la evolución del estilo musical a lo largo de los años en los que las escribió.
En música de cámara Spohr destacó igualmente; compuso un número elevado de cuartetos de cuerdas y otros cuartetos y obras para diversos instrumentos, incluidos dúos para violín y arpa que interpretaron él y su esposa. Su obra de cámara más conocida e interpretada es el Noneto en Fa Mayor, Op. 31. Aunque hoy casi olvidadas, las óperas de Spohr Fausto (Faust, 1816), Zemira y Azor (Zemire und Azor, 1819) y Jessonda (1823) permanecieron en el repertorio popular durante el siglo XIX y bien entrado el siglo XX cuando Jessonda fue prohibida por los nazis porque representaba a un héroe europeo enamorado de una princesa india. Spohr también escribió docenas de canciones, muchas de ellas recopiladas como Deutsche Lieder (Canciones alemanas), así como una misa y otras obras corales. Sus oratorios, en particular Die letzten Dinge (El Juicio Final) (1825-1826), fueron muy admirados durante el siglo XIX. En la época victoriana Gilbert y Sullivan lo mencionan en el Acto II de El Mikado en una canción del personaje principal.
Spohr fue un virtuoso violinista que inventó el apoyo del mentón del violín. Asimismo fue un gran director de orquesta y el primero en utilizar una batuta.

### Obras representativas
- Conciertos para clarinete (4)
- Conciertos para violín (16)
- Sinfonías (9)
- Cuartetos de cuerdas (36)
- Dobles cuartetos de cuerda (4)
- Dúos para violín y arpa
- Solos para violín
- Solos para arpa
- Otras obras de cámara
- Óperas
- Canciones (Lieder)
- Obras corales
- Misa
- Concierto para violín y arpa (1)